# SmartMoney
SmartMoney — англомовний аналітичний діловий тижневик. Заснований в 1992 році Hearst Corporation і Dow Jones & Company. В 2010 році Hearst продала свої акції Dow Jones.
Першим редактором журналу був Норман Перлстайн (Norman Pearlstine). Наклад 824 тис. примірників.

## SmartMoney напострадянськомупросторі
Журнал «SmartMoney Россия» видавався в Росії з березня 2006 по травень 2009 року видавничим домом Sanoma Independent Media в партнерстві з Financial Times і The Wall Street Journal.